# マルチェッリナーラ
マルチェッリナーラ（イタリア語: Marcellinara）は、イタリア共和国カラブリア州カタンザーロ県にある、人口約2,300人の基礎自治体（コムーネ）。

## 地理

### 位置・広がり

#### 隣接コムーネ
隣接するコムーネは以下の通り。
- アマート
- カラッファ・ディ・カタンザーロ
- マイダ
- ミリエリーナ
- ピアノーポリ
- セッティンジャーノ
- ティリオーロ